# Hvide Yorkrose
Den hvide Yorkrose (På latin betegnet som rosa alba, blasoneres som en rose argent) er en hvid heraldisk rose, der blev indført i det 14. århundrede som en devise for det kongelige hus York. I moderne tid bruges det bredt som et symbol på grevskabet Yorkshire.

## Historie
Den hvide rose blev først indført som en devise af Edmund af Langley, 1. hertug af York (1341-1402), den fjerde overlevende søn af kong Edvard 3. af England. En af hans ældre brødre, Johan af Gent, 1. hertug af Lancaster (1340–1399) antog en rød rose som sin devise, den røde Lancasterrose. Deres respektive efterkommere kæmpede senere om Englands trone i flere årtier i borgerkrigen, som er blevet kendt som Rosekrigene efter de to konkurrerende sidelinjers deviser. Den hvide roses symbolisme har religiøse konnotationer, da den (ligesom den hvide lilje) repræsenterer Jomfru Marias renhed, blandt hvis titlerne i den romersk-katolske tro er himlens mystiske rose. I kristen liturgisk ikonografi er hvid symbolet på lys, der karakteriserer uskyld, dyd, glæde og glans.
Under borgerkrigen i det femtende århundrede var den hvide rose et symbol for de York-styrker, der kæmpede mod det rivaliserende hus Lancaster, som anvendte den røde Lancasterrose, om end mindre udbredt. Modsætningen mellem de to roser gav borgerkrigen dens navn: Rosekrigene, en betegnelse der blev skabt i det 19. århundrede. Konflikten blev afsluttet af kong Henrik 7. af England, som ved at gifte sig med Elizabeth af York på symbolsk vis forenede den røde og hvide rose og skabte Tudorrosen, symbolet på Tudor-dynastiet. I slutningen af det 17. århundrede overtog jakobitterne den hvide Yorkrose som deres emblem og fejrede "White Rose Day" den 10. juni, årsdagen for fødslen af Jakob Edvard Stuart gamle tronkræver i 1688.
I Slaget ved Minden i Preussen den 1. august 1759 plukkede yorkshiremen fra det 51. Regiment (forgængeren for King's Own Yorkshire Light Infantry) hvide roser fra buske tæt på slagmarken og stak dem ind i deres frakker som en hyldest til deres faldne kammerater. Yorkshire Day afholdes på denne dato hvert år.
Da liget af den sidste konge af Huset York Richard 3. (dræbt af den fremtidige kong Henry 7.'s styrker i Slaget ved Bosworth i 1485) i 2015 blev genopdaget begravet i byen Leicester, blev det genbegravet i Leicester Cathedral den 26. marts 2015 med en hvid rose indgraveret i den nye kiste, som blev lavet af Michael Ibsen, en fjern slægtning til kongen, hvis DNA hjalp med at fastslå hans identitet.

## Anvendelse i Yorkshires heraldik
Yorkshires flag er en hvid rose på en blå baggrund. På hvert af Yorkshires tre Ridings flag optræder den også fremtrædende.
Mere end 20 civile entiteter i Yorkshire har et våbenskjold, der inkluderer Yorkrosen.

## International anvendelse
Den hvide Yorkrose anvendes i seglet tihørende byen of York, Pennsylvania, som er kendt som "White Rose City". Byens Minor League Baseball hold, der spillede i forskellige ligaer gennem flere årtier, blev kaldt York White Roses.
Den hvide rose optræder på kasketterne hos Yorks nuværende Minor League Baseball hold, York Revolution. Kasketterne bæres under Rosekrigene-kampen mod "Red Rose City", Lancaster Barnstormers.
Yorkrosen findes på Canadas York Universitys våbenmærke.
Yorkrosen findes også på emblemet for Lenana School, en high school i Nairobi, Kenya. Lenana School var tidligere kendt som Duke of York School.
Queens County, New York anvender den hvide og røde rose på dets flag og blev opkaldt efter Katerina af Braganza, kong Karl 2.'s hustru, efter at han i 1664 havde sendte en flåde af sted for at generobre Nieuw Amsterdam fra hollænderne. Byen blev omdøbt til "New York" efter Jakob, hertug af York, kong Karl 2.'s yngre bror, der efterfulgte ham som kong Jakob 2.